# Anthony Ciulla
Anthony "Big Tony" Ciulla, senare Tony Capra, född ca. 1943 i New England, död den 6 juni 2003 i Revere i Massachusetts i USA, var en amerikansk brottsling, dömt för matchfixning i galopplöp, då han mutat flera olika jockeys. Han hade kopplingar till Bostonbaserade Winter Hill Gang och vittnade senare mot flera medlemmar i organisationen.

## Biografi
Anthony Ciulla var son till en fiskhandlare. Ciulla började sin karriär med att dopa hästar i löp på olika länsmässor i New England. Han bestämde sig senare för att muta jockeys var det bästa sättet att göra upp löp, eftersom drogtester efter loppet gjorde det svårt att komma undan med doping.
Ciulla kunde påverka jockeys genom en kombination av mutor, ibland upp till 10 000 dollar, samt fysiska hot. Han sa senare att endast ett fåtal jockeys nekat affärer med honom. När mutor misslyckades använde han en kombination av fysiska hot och sina kopplingar till Bostonbaserade Winter Hill Gang.
Ciulla expanderade snart verksamheten längs USA:s östkust, men var främst verksam i New York-området. Ciulla mutade ofta de jockeys som red den favoritspelade hästen i löpen, och manade på att de inte skulle vinna löpet. Ciulla spelade sedan stora summor på hästarna med högre odds, som gav större återbetalning.

### Åtal, dom och vitnesskydd
1975 uppmärksammades Ciullas verksamhet, då en jockey han mutat, Peter Fantini, granskats, då han tydligt hållit i sin häst under ett löp. Under polisförhör avslöjade Fantini Ciullas verksamhet. Även jockeyn Peter Hole rapporterade att Ciulla försökt muta honom under tävlingar på Saratoga Race Course 1974.
Ciulla dömdes för att ha fixat galopplöp i Massachusetts och Rhode Island, och dömdes till fyra till sex års fängelse. Ciulla gick med på att samarbeta med USA:s justitiedepartement i utbyte mot immunitet, flytt och en ny identitet.
I november 1978 blev Ciulla vittne under en rättegång mot flera inblandade i uppgjorda galopplöp. Hans vittnesbörd ledde till fällande domar av flera andra inblandade.  Rättegången ledde även till att flera jockeys och galopptränare avslutade sina karriärer, och att amerikansk galoppsport sågs över. Ciulla tilldelades vittnesskydd, och fick därmed det nya namnet Tony Capra. Under rättegången erkände Ciulla ett antal brott, inklusive skatteflykt och att ha mutat med jockeys med kokain. Ciulla involverade maffiabossen Whitey Bulger och hans partner Stephen Flemmi i verksamheten, men då de två nyligen hade blivit informanter för FBI undvek de åtal.

### Senare liv och död
Ciulla bodde en tid i Malibu, Kalifornien under identiteten Tony Capra. I en intervju Sports Illustrated anklagade han ett antal jockeys, bland annat Angel Cordero, Jorge Velásquez och Jacinto Vásquez för att ha gjort affärer med honom. Ciulla hävdade att han hade fixat hundratals löp under sin karriär. Ciulla hoppades få ett bok- och filmavtal om hans biografi efter rättegången, men inga projekt har någonsin blivit av.
1992 arresterades Ciulla i sitt hem i Newport Beach, Kalifornien och väntade enligt uppgift på utlämning till Schweiz på anklagelser relaterade till en påstådd investeringsbluff.
Han avled den 6 juni 2003 i Revere i Massachusetts av en hjärtinfarkt.